# エリオ・ディルポ
エリオ・ディルポ（フランス語：Elio Di Rupo、1951年7月18日 - ）は、ベルギーの政治家。現在、同国ワロン地域政府首相。第68代ベルギー首相を務めた。同性愛者である事を公表している。同性愛者である事を公表して首相に就任したのは、アイスランドのヨハンナ・シグルザルドッティル以来2人目である。また、インタビュー本（Van de Woestyne,Francis (2011) Elio Di Rupo Une vie, une vision,Edition Racine）によると、無神論者であることも公言している。

## 略歴
1951年7月18日にモルランウェにて、イタリア移民の子として誕生する。インタビューによると、父親はサン・ヴァレンティーノ・イン・アブルッツォ・チテリオーレ出身で、1947年から1948年にかけてベルギー南部に移住し、その後母親と6人の兄・姉をイタリアから呼び寄せた。フランス語を母語として話す。オランダ語も話すが、苦手で間違いが多いとされる。一応英語も話すことができ、そのシーンを動画サイトで確認することができる。
1999年にワロン地域政府の首相に就任しており（2000年まで）、以降2020年までに3度務めている。2期目は2005年から2007年、3期目は2019年から現職である。2000年にはモンスの市長に就任した。
ベルギー中央政府は2010年の総選挙以来連立交渉が難航し、新政権を発足させられずにいた。2011年5月に国王アルベール2世はディルポを組閣担当者（Formateur）に指名した。同年9月にブリュッセル周辺の選挙区割り問題（いわゆるBHV問題）で各党合意を達成すると、欧州債務危機の深刻化に背中を押される形で、危機克服のための連立合意にこぎつけた。同年12月にディルポは首相に就任し、これによって535日間にも及ぶ暫定政権に終止符が打たれた。ワロン系の首相は1974年以来である。2014年10月に退任した。